# Moneni Pirates F.C.
Moneni Pirates FC là một câu lạc bộ bóng đá Eswatini đến từ Manzini, thi đấu ở giải bóng đá cao nhất Eswatini. The team plays in white and black colors.

## Lịch sử
Câu lạc bộ được Ngungunyane Matsenjwa thành lập, với mục đích đưa những đứa trẻ ở vùng Moneni ngoại ô Manzini lại với nhau.
Trước khi câu lạc bộ được Matsenjwa tiếp quản, tên cũ là The Blue Birds Football Club. Năm 1967, câu lạc bộ đổi tên thành Moneni Pirates FC, lấy theo cảm hứng của những gã khổng lồ Soweto, Orlando Pirates. Nhiều câu lạc bộ ở Eswatini đều đặt tên theo các câu lạc bộ nổi tiếng ở Nam Phi. Đó là bởi vì những người hâm mộ bóng đá Eswatini theo dõi các câu lạc bộ ở Nam Phi, và các câu lạc bộ địa phương muốn đưa những tài năng đến giải đấu Premier Soccer League chuyên nghiệp hơn.
Câu lạc bộ bị xuống hạng 3 lần trong lịch sử  – ở các mùa giải 1998–1999, 2005–06 và 2014–15. Sau đó đội nhanh chóng thăng hạng trong cả ba lần xuống hạng, với lần cuối cùng xảy ra khi đội về đích thứ 2 ở Giải hạng nhất mùa giải 2015-16.

## Đội hình hiện tại
Ghi chú: Quốc kỳ chỉ đội tuyển quốc gia được xác định rõ trong điều lệ tư cách FIFA. Các cầu thủ có thể giữ hơn một quốc tịch ngoài FIFA.
| Số | VT | Quốc gia         | Cầu thủ         |
| -- | -- | ---------------- | --------------- |
| —  | HV | Eswatini         | Menzi Simelane  |
| —  | TV | Cộng hòa Nam Phi | Njabulo Shongwe |

| Số | VT | Quốc gia               | Cầu thủ        |
| -- | -- | ---------------------- | -------------- |
| —  | TĐ | Cộng hòa Dân chủ Congo | Fabrice Mopina |

## Ssân vận động
Hiện tại đội đang thi đấu tại Sân vận động Mavuso có sức chứa 8.000 khán giả ở Manzini.

## Thành tích ở các giải đấu CAF
- African Cup Winners' Cup 1989: Vòng một

## Danh hiệu
- Swazi Bank Cup: 2015
- Swazi Telecom Charity Cup: 2009
- Trade Fair Cup: 2001
- Inyatsi Top-8: 1995
- BP Cup: 1992
- Interboard (Trade Fair) Cup: 1992
- BP Cup: 1989

## Huấn luyện viên
- Zenzele Dlamini (2016/17)
- Mlamuli Zwane (2015/16 & 2016/17)
- Happy Simfukwe (2014/15)
- Golding Dube (2014/15)
- Van Rooyen Magagula (2013/14)
- Zenzele Dlamini (2005/06, 2012/13 – 5 vòng đầu cuối; 2013/14 – Vòng một & 2014–15 – Trợ lý huấn luyện viên từ tháng 1 năm 2015)
- Harries Bulunga (2012/13)
- Dumisa Mahlalela (2003, 2006/07 & 2011/12)
- Mlamuli Zwane (2008/09 – 2010/11)
- Sipho Sibandze (2002/03 – 2003/04)
- Christopher Khoza (1999/2000 & 2001/2002)
- David "Botsotso" Manyatsi (2000/01)
- Jan Simulambo (1998/99)
- Mandla Dlamini (1997/98)
- Nino Mahel (1996/97)

## Chủ tịch
- December Mavimbela (2014 – 2017)
- Thulani Hlanze (2010/2014)
- Sipho Matse (2008/2010)
- Zakhele Dlamini (2006/2008)
- Bhekisisa Zwane (2000/2006)
- George Motsa (1997/2000)
- John Maziya (1991/1997)
- Desmond Oswin (1986/1991)
- Mathokoza Mtsetfwa (1985/1986)
- Ngununyane Matsenjwa (1967/1985)